# Krejare

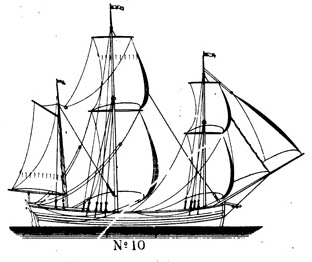
Krejare, från af Chapmans Architectura navalis mercatoria, 1768

Krejare var ett slags mindre lastfartyg som användes i norra Europa från medeltiden fram till omkring 1800, i synnerhet i östersjöländerna. Det var oftast försett med två eller tre master.
I F. H. af Chapmans planschverk Architectura navalis mercatoria (1768) förekommer en ritning över en krejare. Det var 22 meter långt, 5,6 meter brett och 2,1 meter djupgående, hade ett deplacement av 82 ton samt var tacklat med tre master, vilka förde mesan, storsegel, stortoppsegel, fock, förtoppsegel, klyvare och jagare.